# Dirk Caspers
Dirk Caspers (* 31. Mai 1980 in Neuss) ist ein deutscher Fußballspieler. Seine bevorzugte Position ist die linke Abwehrseite.

## Karriere
Caspers begann seine Karriere bei Fortuna Düsseldorf, Borussia Mönchengladbach und Alemannia Aachen, für deren zweite Mannschaften er spielte. In der Saison 2002/03 stieg er mit der Aachener Reserve aus der Oberliga Nordrhein ab. In der Rückrunde der gleichen Saison kam Caspers auch zu zehn Einsätzen im Profikader in der 2. Bundesliga. Anschließend wechselte er zum FC Schalke 04, mit dessen zweiter Mannschaft er in der Regionalliga Nord und in der Oberliga Westfalen spielte.
Im Sommer 2005 wechselte er zur SG Wattenscheid 09, mit der jedoch aus der Regionalliga abstieg. Zur neuen Saison schloss er sich dem Mitabsteiger Preußen Münster an, den er aber nach nur einer Saison wieder verließ. In der Saison 2007/08 spielte er für den Bonner SC und Schwarz-Weiß Essen. Anschließend wechselte er zu Rot-Weiss Essen, wo er zwei Jahre lang blieb, aber überwiegend für die Reservemannschaft in der NRW-Liga auflief.
Im Sommer 2010 wechselte Dirk Caspers zum SC Fortuna Köln, mit dem er in der Saison 2010/11 in die Regionalliga West aufstieg. Nach zwei Jahren dort verließ er den Verein und unterschrieb im November 2012 einen Vertrag beim SC Kapellen-Erft, für den er noch ein Jahr Oberliga spielte. Im Frühjahr 2015 schloss er sich der zweiten Mannschaft des Kreisligisten 1. FC Grevenbroich-Süd an und agiert in dieser seitdem als Stammspieler. Nebenbei brachte er es in der Saison 2015/16 auf fünf und 2018/19 auf zwei Ligaeinsätze für die erste Mannschaft des Vereins.